# Gymnocladus angustifolius
Gymnocladus angustifolius är en ärtväxtart som först beskrevs av François Gagnepain, och fick sitt nu gällande namn av Jules Eugène Vidal. Gymnocladus angustifolius ingår i släktet Gymnocladus och familjen ärtväxter. Inga underarter finns listade i Catalogue of Life.